# Пентаплутонийтригаллий
Пентаплутонийтригаллий — бинарное неорганическое соединение, интерметаллид
плутония и галлия
с формулой Ga3Pu5,
кристаллы.

## Получение
- Сплавление стехиометрических количеств чистых веществ:

{\displaystyle {\mathsf {5Pu+3Ga\ {\xrightarrow {780^{o}C}}\ Ga_{3}Pu_{5}}}}

## Физические свойства
Пентаплутонийтригаллий образует кристаллы
тетрагональной сингонии,
пространственная группа I 4/mcm,
параметры ячейки a = 1,1735 нм, c = 0,5511 нм, Z = 4,
структура типа трисилицида пентавольфрама W5Si3
.
Соединение образуется в результате конгруэнтного твёрдофазного превращения фазы η при температуре ≈780 °C.